# 幸せの探し方
「幸せの探し方」（しあわせのさがしかた）は、竹内まりやの22枚目のシングル。1993年7月10日にMMG（現・ワーナーミュージック・ジャパン）より発売された。

## 解説
「幸せの探し方」は、AGF「コーヒーギフト」のCMソングとなり、アルバム『Quiet Life』からシングル・カットされた。2008年には、P&G「パンテーン」のCMソングに使用されたほか、2022年には、映画『いつか、いつも……いつまでも。』の主題歌にも使用された。
カップリングの「FOREVER FRIENDS」は、1992年「ホンダ・トゥデイ」CMソングとして制作され、同じく『Quiet Life』からカップリング曲としてリカットされた。エンディングでビートルズの「ウィズ・ア・リトル・ヘルプ・フロム・マイ・フレンズ」のフレーズが引用されている。また、フランス語の歌詞は元シュガー・ベイブのメンバーで字幕翻訳家の寺尾次郎によるもの。
この時期はシングル・カセットが同時発売されていたが、今作は8cmCDのみのリリースとなった。

## チャート成績
累計売上は2.0万枚。

## 収録曲
1. 幸せの探し方
作詞・作曲：竹内まりや、編曲：山下達郎、French lyrics by Jiro Terao
  - AGF「コーヒーギフト」CMソング。
  - P&G「パンテーン」CMソング。
  - 映画『いつか、いつも……いつまでも。』主題歌。
2. FOREVER FRIENDS
作詞・作曲：竹内まりや、編曲：山下達郎
  - 1992年「ホンダ・トゥデイ」CMソング。

## レコーディング・メンバー

### 幸せの探し方
- 山下達郎 : Computer Programming, Electric Guitar, Acoustic Guitar, Synthesizers, Percussion, Hand Clap & Background Vocal
- 青山純 : Drums & Hand Clap
- 難波弘之 : Acoustic Piano, Electric Piano & Hand Clap
- 浜口茂外也 : Percussion
- 中川昌三 : Flute & Piccolo
- 向井滋春 : Trombone Solo
- 竹内まりや : Background Vocal

### FOREVER FRIENDS
- 山下達郎 : Computer Programming, Electric Guitar, Acoustic Guitar, Keyboards, Glocken, Percussion, Harmonica & Background Vocals
- 青山純 : Drums
- 難波弘之 : Electric Piano

## カバー
幸せの探し方
- 陳慧嫻（1993年10月、広東語版「夜了點」、アルバム『你身邊永是我』に収録）
- 葉樹茵、郭子、于冠華、方文琳、米志宏（1993年11月、中国語版「愛是甜的」、葉樹茵のアルバム『去聽美人魚唱歌』に収録）

## 収録シングル・アルバム
- Quiet Life（1. 2.）
- Impressions（2.）
- Expressions（2.）